# Бакстер, Шейла
Шейла Бакстер (англ. Sheila Baxter, род. 1933) — канадская активистка по борьбе с бедностью, написавшая несколько книг о бедности и психических заболеваниях в Канаде.
28 сентября 2017 года Бакстер была награждена суверенной медалью генерал-губернатора для волонтёров за соучреждение Chez Doris, приюта для женщин, который значительно вырос с момента открытия в 1977 году. Благодаря её самоотверженным усилиям многие маргинализированные и уязвимые женщины обрели поддержку и безопасность.

## Жизнь
Бакстер стала активной участницей движения по борьбе с бедностью в Квебеке, Канада, в 1970 году. Бакстер также стала соучредителем Chez Doris, центра помощи женщинам, живущим на улицах Монреаля, и в последнее время активно работала в Ванкувере, Британская Колумбия, в качестве консультанта и защитника социального обеспечения в Женском центре Даунтаун-Истсайда. Бакстер — поэтесса, педагог и автор пяти книг о бедности и бездомности. В настоящее время она активно участвует в Общегородской жилищной коалиции Ванкувера.
Она участвовала в чтениях в Публичной библиотеке Ванкувера.

## Награды
- Книжная премия VanCity[6]
- Суверенная медаль для волонтёров

## Работы
- No Way to Live: Poor Women Speak Out (New Star Press, 1988) (Photos: Lori Gabrielson)
- Under the Viaduct: Homeless in Beautiful B.C. (New Star Press, 1991)
- A Child is Not a Toy: Voices of Children in Poverty (New Star Press, 1993)
- Still Raising Hell: Poverty, Activism and Other True Stories (Press Gang Publishers[англ.], 1997)
- Death in a Dumpster: A Passion Play for the Homeless (Lazara Press, 2006)